# Victor René Garson
Victor René Garson, né à Ploërmel le 8 décembre 1796 et mort à Paris 20e le 28 janvier 1868, est un peintre et un lithographe français.

## Biographie
Fils de Victor Scipion Garson, garçon tailleur, et de Jeanne Marie Courdouzie, Victor René Garson est né à Ploërmel, Morbihan, le 8 décembre 1796 (18 frimaire an V). 
Le 19 février 1814, il entre à l’école des Beaux-Arts, où il a pour maîtres Marsey et Abel de Pujol.
En 1834, il a pour adresse personnelle à Paris le 45, rue Meslay.
Peintre de genre et portraitiste, il réalise également des dessins de médailles et de monuments antiques.
Il expose au Salon entre 1817 et 1833.
Il est l’auteur de l’Art du dessin enseigné par correspondance en trente leçons (1840).
Dans la seconde partie de sa vie, il est installé en tant qu’imprimeur-lithographe au 33 de la rue du Faubourg-du-Temple.
Il meurt le 28 janvier 1868 au 104, rue des Rigoles, à Paris 20e.

## Œuvre
- Vue du marché du Temple (1817)
- Élie ressuscitant l’enfant de la veuve de Sarepta (1819)
- Une Sortie de l’école (1819)
- Une Fête aux Champs-Élysées (1822)
- Le Carreleur de souliers (1822)
- L’Aumône (1822)
- Danse de petites filles (1822)
- Le Musard puni (1822)
- Portrait de M. Xavier Leprince (1822)
- La Confirmation (1824)
- Une Scène de famille (1827)
- Ancienne église de Belleville (1852)

## Œuvres dans les collections publiques
- Paris, musée Carnavalet : Ancienne église de Belleville, 1852, huile sur toile.

## Galerie

Œuvres de Victor René Garson
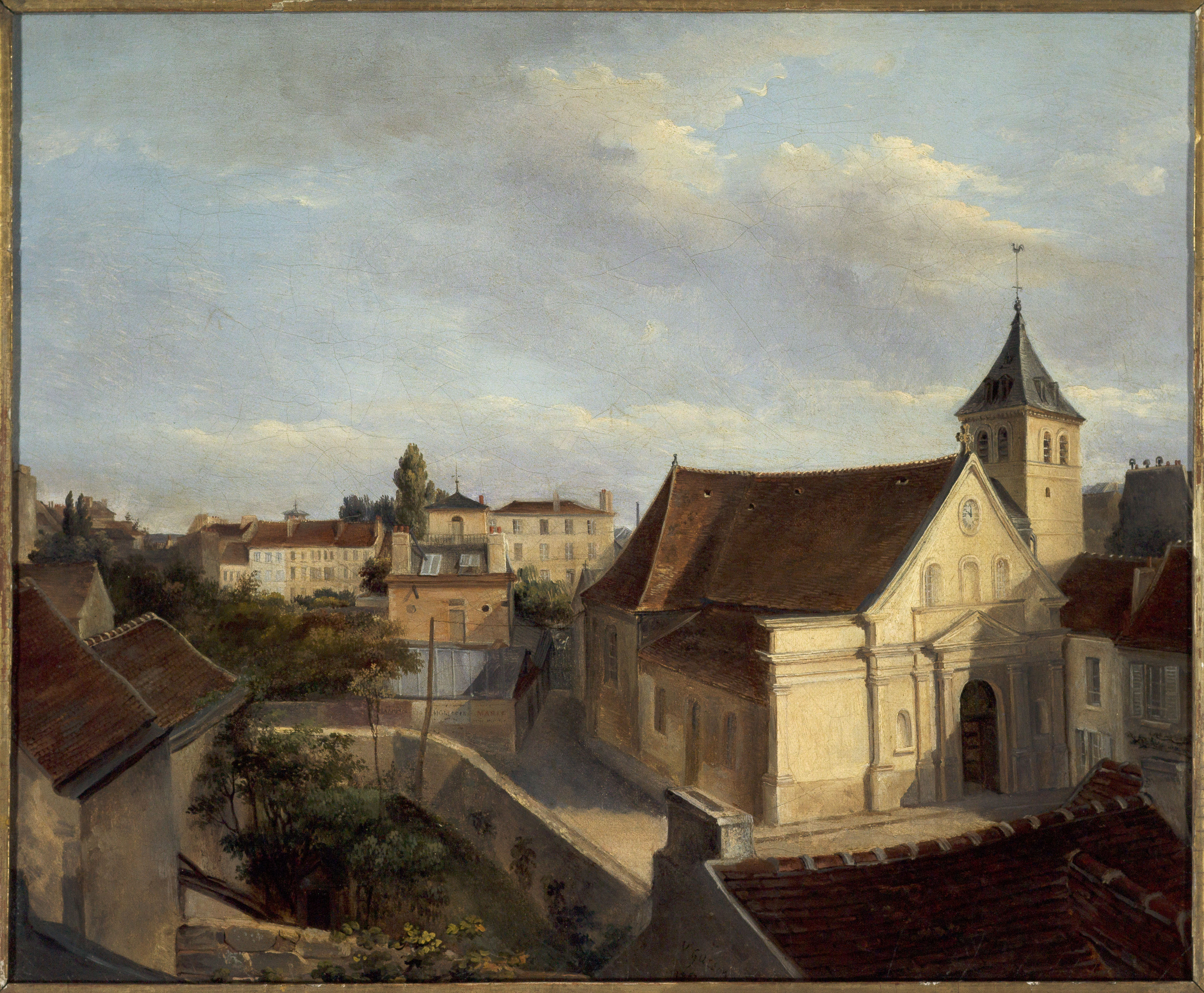
Ancienne église de Belleville, musée Carnavalet[8].